# Storie della mia infanzia
Storie della mia Infanzia (Mikhail Baryshnikov's Stories from my Childhood) è una serie televisiva animata d'antologia statunitense, prodotta dalla Films by Jove nel 1995 e trasmessa sul canale americano PBS. La serie è stata creata da Michail Baryšnikov e prodotta da Oleg Vidov, Joan Borsten e Nathan Rapoport.
Si tratta di un'antologia televisiva nella quale sono stati raccolti alcuni dei più grandi film d'animazione russi prodotti dalla Sojuzmul'tfil'm in un periodo che va dagli anni cinquanta alla metà degli anni ottanta.
Tutti gli episodi sono inoltre tratti da fiabe classiche e popolari note, di autori altrettanto noti, tra i quali: Charles Perrault, Hans Christian Andersen, Aleksej Tolstoj, Sergei Aksakov, Ernst T. A. Hoffmann, Aleksandr S. Puskin insieme ad altri meno noti.
Per l'occasione, i film vennero interamente ridoppiati in lingua inglese e alcuni divisi anche in più puntate nella versione televisiva (in genere, 2 o 3 episodi) della durata non superiore ai venti minuti ciascuna. Inoltre, rispetto alle versioni originali, i lungometraggi presentano alcuni tagli e rimontaggi, modifiche di sceneggiatura e una differente colonna sonora realizzata a sintetizzatore. Tra le voci statunitensi, si possono riconoscere attori come Timothy Dalton, Kirsten Dunst, Kathleen Turner, Sarah Jessica Parker, Mickey Rooney, Jessica Lange, Tim Curry, Shirley MacLaine, Amy Irving, Cathy Moriarty, Laura San Giacomo e altri volti noti del cinema e della televisione statunitense.
La serie venne inoltre sponsorizzata dalla Audrey Hepburn Foundation in favore della difesa dei diritti dei bambini.
In Italia, la serie è stata trasmessa prima da Rai Tre dal 1999 all'interno del programma per bambini Melevisione e successivamente replicata nel corso degli anni 2000 su reti come RaiSat Ragazzi, Rai Gulp e infine Rai Yoyo, soprattutto durante il periodo natalizio, spesso alternandola ad un'altra serie antologica statunitense precedentemente prodotta da Films by Jove (che raccoglie sempre altri film d'animazione russi) intitolata Fiabe da terre lontane (Animated Classic Showcase).
Alcuni di questi film (come, ad esempio, La regina delle nevi o Le avventure di Pinocchio) erano già stati distribuiti anche in Italia nelle sale cinematografiche o in TV (come Il fiorellino vermiglio, I cigni selvatici o Il cavallino gobbo).

## Film utilizzati
1. La regina delle nevi[2] (Снежная королева, 1957) - titolo statunitense: The Snow Queen
2. I cigni selvatici[2] (Дикие лебеди, 1962) - titolo statunitense: The Wild Swans
3. Alice e il mistero del terzo pianeta[3] (Тайна третьей планеты, 1981) - titolo statunitense: Alice and the Mystery of the Third Planet
4. Ivan e il cavallino magico[2] (Конёк-Горбунок, 1975) - titolo statunitense: Ivan and his Magic Pony
5. Pinocchio e la chiave d'oro[2] (Приключения Буратино, 1959) - titolo statunitense: Pinocchio and the Golden Key
6. Cenerentola (Золушка, 1979) e Kartinki s vystavki (Картинки с выставки, 1984) - titolo statunitense: Cinderella/The House on Chicken Legs
7. I dodici mesi[2] (Двенадцать месяцев, 1956) e La bambina di neve (Снегурка, 1969) - titolo statunitense: The Twelve Months/The Snow Girl
8. L'ultimo petalo (Последний лепесток, 1977) - titolo statunitense: The Last Petal
9. Quando i desideri diventano realtà (Исполнение желаний, 1957) - titolo statunitense: When Wishes Come True
10. La bella e la bestia[3] (Аленький цветочек, 1952) - titolo statunitense: Beauty and the Beast: A tale of the Crimson Flower
11. Lo Schiaccianoci (Щелкунчик, 1973) - titolo statunitense: The Nutcracker
12. Il principe, il cigno e lo zar[3] (Сказка о царе Салтане, 1984) - titolo statunitense: The Prince, the Swan and Czar Saltan
13. Il gallo d'oro (Сказка о золотом петушке, 1967) - titolo statunitense: The Golden Rooster

## Doppiaggio
Il doppiaggio italiano è stato eseguito dalla D4 srl e diretto da Rino Bolognesi su dialoghi di Luigi Brumamonti.
L'edizione italiana è stata curata da Annalisa Liberi e come l'edizione originale, vede al doppiaggio alcuni volti noti, come: Debora Caprioglio, Orso Maria Guerini, Lina Wertmüller, Massimo Wertmüller, Leo Gullotta, Massimo Venturiello, Fernando Cerulli, Sandro Merli e Alessandra Di Sanzo.
| Personaggio                 | Doppiatore statunitense | Doppiatore italiano |
| --------------------------- | ----------------------- | ------------------- |
| Narratore                   |                         | Sergio Fiorentini   |
| La regina delle nevi        |                         |                     |
| Gerta (Gerda)               | Kirsten Dunst           | Joy Saltarelli      |
| Kai (Kay)                   | David Morse             | Alessio Puccio      |
| Regina delle nevi           | Kathleen Turner         | Marzia Ubaldi       |
| Ole Lukoie                  | Mickey Rooney           | Sandro Tuminelli    |
| Chickie                     | Laura San Giacomo       |                     |
| I cigni selvatici           |                         |                     |
| Corvo                       | Cathy Moriarty          | Ludovica Modugno    |
| Eliza                       | Danielle Brisebois      | Gaia Bolognesi      |
| Giovane re                  | Jason Gray-Stanford     | Alessandro Quarta   |
| Regina Ildegharda           | JoBeth Williams         | Paila Pavese        |
| Ivan e il cavallino magico  |                         |                     |
| Ivan                        | Rob Lowe                | Stefano Onofri      |
| Pony magico                 | Daphne Zuniga           | Debora Caprioglio   |
| Zar                         | Hector Elizondo         | Elio Pandolfi       |
| Pinocchio e la chiave d'oro |                         |                     |
| Pinocchio                   | Joseph Mazzello         | Gabriele Patriarca  |
| Karabas                     | Don Brown               | Orso Maria Guerrini |
| Malvina                     | Teryl Rothery           | Debora Caprioglio   |
| Mamma Topa                  |                         | Lina Wertmüller     |
| Alicia la volpa             |                         | Anna Teresa Eugeni  |
| Basilio il gatto            | Bill Murray             | Leo Gullotta        |
| Mastro Carlo                | Mel Ferrer              | Sandro Tuminelli    |
| Giuseppe                    |                         | Valerio Ruggeri     |
| Pierrot                     | Ian James Corlett       | Alessandra Di Sanzo |
| Mago burattino              |                         | Fernando Cerulli    |
| Ranocchio                   |                         | Sandro Merli        |

| Personaggio                     | Doppiatore statunitense | Doppiatore italiano |
| ------------------------------- | ----------------------- | ------------------- |
| Cenerentola                     |                         |                     |
| Cenerentola                     | Lalainia Lindbjerg      | Gaia Bolognesi      |
| Narratrice                      | Sarah Jessica Parker    | Milvia Bonacini     |
| Principe                        | Jason Gray-Stanford     | Massimiliano Alto   |
| I dodici mesi                   |                         |                     |
| Cristina                        | Lolita Davidovich       | Stella Musy         |
| Regina                          | Amanda Plummer          | Valentina Mari      |
| Tutrice                         |                         | Paola Tedesco       |
| Dama                            |                         | Lina Wertmüller     |
| Professore                      |                         | Dante Biagioni      |
| Quando i sogni diventano realtà |                         |                     |
| Antonio                         | Martin Sheen            | Davide Lepore       |
| Principessa Aleli               | Kathleen Barr           | Milvia Bonacini     |
| Ministro                        | Bobcat Goldthwait       | Carlo Reali         |
| Fata                            | Lalainia Lindbjerg      | Raffaella Castelli  |
| La bella e la bestia            |                         |                     |
| Anastasia                       | Amy Irving              | Monica Ward         |
| Bestia                          | Tim Curry               | Massimo Wertmüller  |
| Parasha                         |                         | Monica Vulcano      |
| Natalia                         |                         | Milvia Bonacini     |
| Lo schiaccianoci                |                         |                     |
| Voce narrante                   | Shirley MacLaine        |                     |
| Marie                           |                         | Gaia Bolognesi      |
| Principe Nathaniel              |                         | Davide Lepore       |
| Il principe, il cigno e lo zar  |                         |                     |
| Principe                        | Timothy Dalton          | Massimo Venturiello |
| Cigno                           | Jessica Lange           | Debora Caprioglio   |
| Zar                             | Allan Rich              | Pieraldo Ferrante   |

## Edizioni home video
Tutti gli episodi sono stati pubblicati in videocassetta e in DVD negli Stati Uniti tra il 1996 e i primi anni 2000 includendo anche episodi inediti tratti dai film Maugli e Rikki-Tikki-Tavi. In questa edizione i film non sono divisi in più episodi. Alcuni film della serie sono stati pubblicati in DVD in lingua originale con il titolo Fairy Tales from Far Off Lands.
In Italia, solo alcuni episodi della serie sono stati distribuiti in DVD dalla Avo Film a partire dal 2003. Questi episodi, disponibili sul mercato italiano, sono: La Regina delle Nevi, Cenerentola (che comprende anche Quando i desideri diventano realtà e L'ultimo petalo), I dodici mesi, Pinocchio e la chiave d'oro, riedito con il titolo alternativo di Le avventure di Pinocchio. La stessa Avo Film si era già occupata precedentemente di distribuire alcuni di questi film in VHS.